# FC Borght
FC Borght was een Belgische voetbalclub uit Borgt. De club sloot in 2007 aan bij de KBVB met stamnummer 9501.
In 2017 fuseerde de club met KFC Humbeek en ging verder onder het stamnummer van die club als KFC Borght-Humbeek

## Geschiedenis
De club ging van start in de KBVB in 2007 en vond zijn oorsprong in de onenigheid die ontstond binnen KFC Eendracht Borgt-Strombeek, een club die was gevormd vanuit een oudere club met als naam FC Borgt toen KFC Strombeek in 2002 naar Brussel verhuisde om FC Brussels te vormen.
Men wou terug een club die in Borgt zou spelen en dus werd FC Borght gevormd in 2006, waarna één jaar later aansluiting bij de KBVB volgde.
In zijn slechts elfjarige bestaan zou deze club bijzonder succesvol zijn in het Brabantse provinciale voetbal. Na drie seizoenen in Vierde Provinciale promoveerde men in 2010 naar Derde Provinciale.
Ook daar zou men drie seizoenen spelen tot in 2014 de titel werd behaald in Derde Provinciale F en de club naar Tweede Provinciale mocht.
Daar speelde FC Borght maar één seizoen, want men werd in 2015 opnieuw kampioen en promoveerde zo naar de hoogste provinciale reeks.
In Eerste Provinciale behaalde de club achtereenvolgens een negende en zevende plaats en toen fuseerde men met vierdeprovincialer KFC Humbeek om als KFC Borght-Humbeek verder te gaan onder het stamnummer van KFC Humbeek (39).